# Фритјоф Улеберг
Фритјоф Мелхиор Блумер Улеберг (10. септембар 1911 — 31. јануар 1993) био је норвешки фудбалер, који се такмичио на Летњим олимпијским играма 1936. године. Био је члан норвешког тима, који је освојио бронзану медаљу на фудбалском турниру.
Такође је учествовао на Светском првенству у фудбалу 1938. године.